# Marek Gancarczyk (duchowny katolicki)
Marek Gancarczyk (ur. 1 stycznia 1966 w Paniówkach) – ksiądz katolicki, prałat, kanonik, redaktor naczelny tygodnika „Gość Niedzielny” w latach 2003–2018, prezes zarządu Fundacji Opoka od 2018 roku.

## Życiorys
Ukończył Wyższe Śląskie Seminarium Duchowne w Katowicach. Święcenia kapłańskie przyjął 16 maja 1992. Po święceniach był wikariuszem w parafii Najświętszego Serca Pana Jezusa w Rybniku Niedobczycach. W 1996 został redaktorem naczelnym „Małego Gościa Niedzielnego”, który za jego kadencji wydostał się z poważnych problemów i groźby bankructwa ze względu na brak czytelników, stając się gazetą dziecięcą z ponad stutysięcznym nakładem. Po śmierci ks. infułata Stanisława Tkocza w 2003 został redaktorem naczelnym ogólnopolskiego tygodnika „Gość Niedzielny”. Pełnił także funkcje dyrektora wydawnictwa Kurii Metropolitalnej „Gość Niedzielny” i asystentem kościelnym miesięcznika dla dzieci i młodzieży „Mały Gość Niedzielny”. Abp Wiktor Skworc 24 stycznia 2018 odwołał go z wszystkich tych funkcji.
W latach 2007–2008 „Gość Niedzielny” wydrukował serię artykułów Marka Gancarczyka, które według sądu naruszyły dobre imię Alicji Tysiąc. We wrześniu 2009 Sąd Okręgowy w Katowicach nakazał gazecie przeproszenie Alicji Tysiąc i wypłacenie jej 30 tysięcy złotych tytułem zadośćuczynienia. 2 listopada 2009 roku Gość Niedzielny złożył apelację. 5 marca 2010 roku Sąd Apelacyjny w Katowicach podtrzymał wyrok sądu I instancji, nieznacznie tylko zmieniając treść przeprosin. Gazeta wypłaciła odszkodowanie, ale jednocześnie złożyła skargę kasacyjną do Sądu Najwyższego, uznając rozstrzygnięcie za niesprawiedliwe i naruszające wolność słowa. 21 grudnia media podały, że między Alicją Tysiąc a Archidiecezją Katowicką i ks. Markiem Gancarczykiem doszło do ugody. W myśl ugody Alicja Tysiąc nie oczekuje przeprosin od tygodnika, a „Gość Niedzielny” wycofał skargę kasacyjną.
W 2008 roku kapłan został uhonorowany Nagrodą im. bp. Jana Chrapka “Ślad”. W 2018 ks. Marek Gancarczyk otrzymał Laur Stowarzyszenia Dziennikarzy Polskich za rok 2017 za uczynienie z „Gościa Niedzielnego” najpoczytniejszego tygodnika w Polsce. W grudniu 2018 Sejmik Województwa Śląskiego nagrodził pracę dziennikarską duchownego Złotą Odznaką Honorową za Zasługi dla Województwa Śląskiego.
Od 2018 ks. Gancarczyk pełni funkcję prezesa zarządu Fundacji Opoka, powołanej w 1998 roku przez Konferencję Episkopatu Polski. Do fundacji należy m.in. portal Opoka.org.pl.